# Théâtre de la Maestranza
Le théâtre de la Maestranza est une salle de spectacle située dans la ville espagnole de Séville, en Andalousie. En dépit de son nom, il est presque exclusivement destiné à la programmation d'opéras, de concerts de musique symphonique et aux spectacles de danse.

## Historique
Le théâtre de la Maestranza se dresse dans le quartier d'El Arenal. Depuis le XIXe siècle s'élevait en ces lieux la Maestranza de Artillería (les arsenaux d'artillerie), auparavant installée dans les arsenaux royaux de l'époque d'Alphonse X, et ce depuis 1587. De cet antique établissement militaire, l'actuel théâtre a conservé le nom et une partie de la façade néo-classique,.
C'est en 1986 que le conseil provincial de Séville (Diputación provincial de Sevilla), propriétaire des lieux, décide de réhabiliter ce terrain en friche. L'idée est de doter la ville d'un palais de la culture, abritant un auditorium polyvalent, des salles d'exposition, un centre de documentation et de recherche. Le concours d'architecture est lancé cette année-là. Le choix se porte sur le projet des architectes Aurelio del Pozo et Luis Marín. Pour le financer, le conseil signe des accords avec le ministère espagnol de la Culture, la junte d'Andalousie et la ville. Les travaux débutent le 10 février 1987 et sont financés à hauteur de 1 600 000 000 pesetas, soit environ 9 616 000 euros.
C'est précisément à cette époque que prend forme le projet de l'Exposition universelle de 1992. L'organisme d'État chargé de la mise en œuvre de ce projet prévoit de construire un opéra sur le site de l'Île de la Cartuja, où seront édifiés les pavillons de l'exposition. Il y renonce en 1988. Il propose alors de modifier le projet du Palais de la culture et de le doter d'une scène susceptible d'accueillir les grandes formations symphoniques amenées à se produire à Séville durant l'exposition. L'accord est signé en février 1989 et l'organisme gestionnaire des travaux de l'Exposition mène à bien les travaux.
Le théâtre est inauguré le 2 mai 1991 par la reine d'Espagne,. Entre le printemps et l'automne de cette année est organisé un large cycle de représentations d'opéras, de danse et de musique symphonique. Au cours de l'Exposition, chaque nation présente ses meilleures troupes et orchestres. À l'issue de l'évènement, la Société de l'exposition remet aux institutions initiatrices du projet le théâtre. Depuis lors, le théâtre de la Maestranza ne se contente plus d'accueillir de représentations, mais s'est engagé dans la production de spectacles. Afin de faire face aux nouveaux défis du théâtre, une campagne de modernisation et de réaménagement est menée de 2005 à 2007.

## Le bâtiment

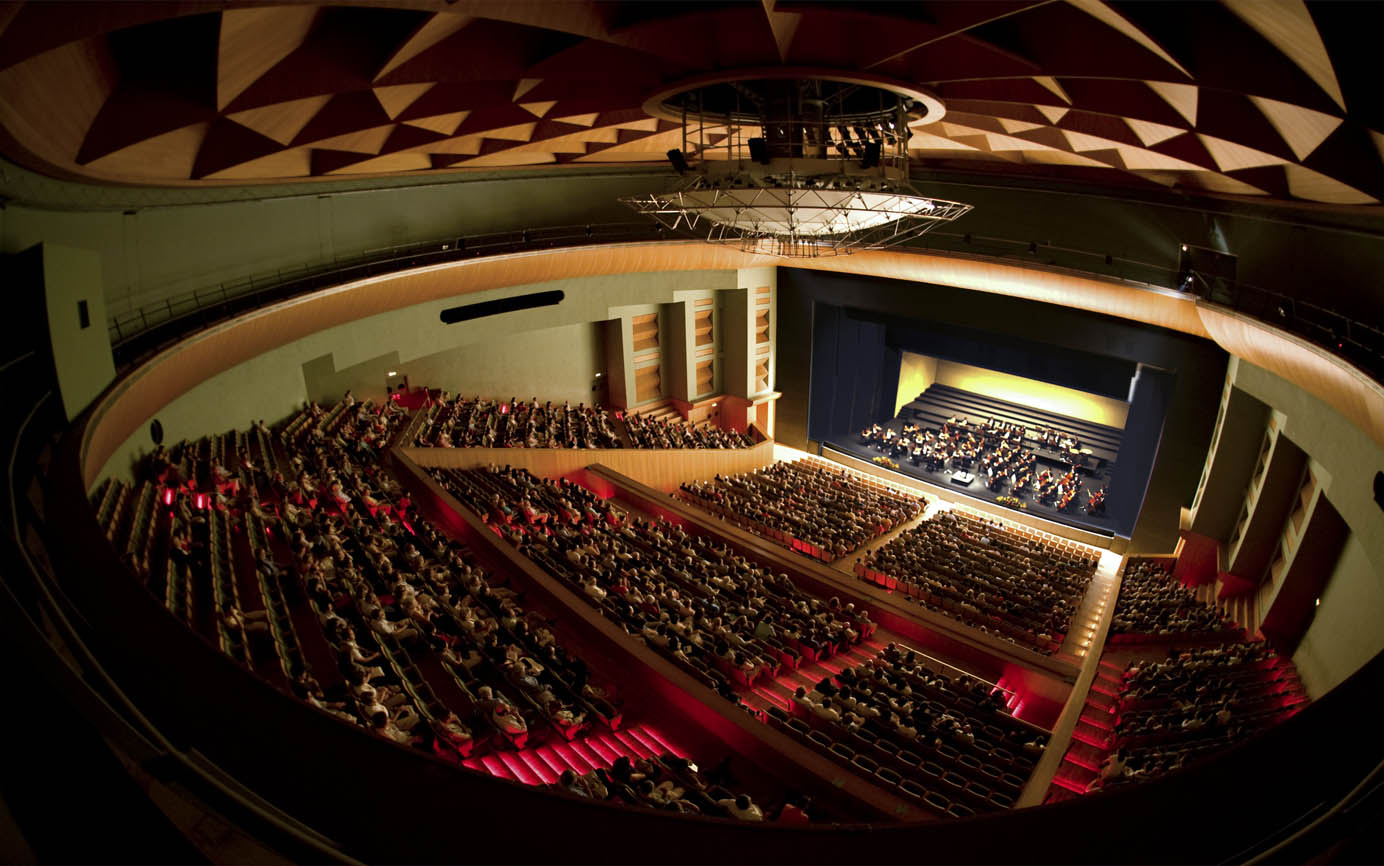
Photo de l'intérieur de la salle principale.

Le théâtre de la Maestranza est situé au bord du canal Alphonse-XIII, à proximité du centre historique. Il se présente sous la forme d'un bâtiment cylindrique, flanqué en façade de l'ancien portique à fronton néo-classique des arsenaux. Ce cylindre est recouvert d'une vaste voûte, et correspond à la salle de spectacle à proprement parler. Il est entouré des diverses dépendances. La salle peut accueillir un maximum de 1 800 spectateurs.
Lors des travaux, l'accent est porté sur les problèmes acoustiques, surtout une fois la décision prise de faire de l'auditorium initialement prévu une salle d'opéra. En raison de sa polyvalence et de son volume de 20 000 m3, la salle nécessite une configuration spécifique. Le choix des matériaux, la forme et la disposition des éléments font l'objet de toutes les attentions. En effet, le temps de réverbération du son diffère entre un opéra et un concert symphonique et la salle est équipée d'un système permettant un passage rapide entre les différents styles de spectacles, tant sur le plan architectural (déplacement vertical de la fosse d'orchestre, ouverture du résonateur acoustique installé pour les concerts) que sur le plan acoustique. Un système d'absorption du son est en outre installé, composé de 250 cylindres de 4 m de haut et d'un rayon de 40 cm servant de filtres acoustiques pour les différents types d'ondes sonores. Ces éléments peuvent être introduits dans la salle ou en être retirés au moyen de plates-formes mobiles. La scène couvre 758 m2 ; elle est équipée de cinq plateaux hydrauliques (de deux niveaux chacun, de 15x3 mètres) et de 73 cintres (dont 40 motorisés et informatisés, les autres étant contrebalancés). Le gril est composé de six ponts roulants.

## Fonctionnement
Le théâtre est placé sous la tutelle du Consortium Théâtre de la Maestranza et Salles de l'Arenal (Consorcio Teatro de la Maestranza y Salas del Arenal de Sevilla), créé en même temps que le théâtre. La société anonyme du même nom, créée le 27 décembre 1993 et effective depuis le 1er mars 1995, en assure la gestion au nom du consortium. Ce dernier est composé du conseil provincial, de la mairie de Séville, de la junte d'Andalousie, et depuis 1996, du ministère de la Culture. Chacune de ces quatre institutions assure par alternance la direction du conseil directeur du consortium, pour une durée de deux ans.

## Programmation
La programmation du théâtre tourne essentiellement autour de trois grands types de représentations : opéra, musique symphonique et de chambre, danse. La programmation, élaborée par le directeur artistique (Pedro Halffter à l'heure actuelle), suit chaque année un fil conducteur. Ainsi, la saison 2007/2008 honorait les héros, mythes et légendes, et incluait Der Fliegende Holländer de Richard Wagner, Werther de Jules Massenet ou encore Don Giovanni de Mozart. Le théâtre de la Maestranza accueille également des spectacles de flamenco, et assure la production d'un certain nombre de spectacles.